# Найдовший і найбезглуздіший фільм у світі
«Найдовший і найбезглуздіший фільм у світі» (англ. The Longest Most Meaningless Movie in the World) — британський фільм 1968 року, відзнятий режисером Ентоні Скоттом у жанрі андеґраунд. Унікальний тим, що триває 48 годин та зовсім не має ніяких логічної послідовності та сюжету. На момент виходу на екрани, був найдовшим у світі фільмом, який, втім, з часом перевершили інші фільми. Складається з різноманітних уривків, рекламних роликів, нарізок інших стрічок, які не вийшли в прокат, та іншого «кінематографічного мотлоху». Іноді картинка перевертається догори ногами або починає рухатись у зворотньому напрямку.

## Сюжет
У фільму сюжет відсутній.